# Variable Length Subnet Mask
Variable Length of Subnet Mask (VLSM) ist eine Subnetzmaske mit variabler Länge. Sie wurde erstmals 1985 im RFC 950 dokumentiert und 1993 als Classless Inter-Domain Routing (CIDR) im Internet eingeführt (RFC 1518, RFC 1519, seit 2006 abgelöst durch RFC 4632). VLSM ist ein erweitertes Subnetting. Dieses Verfahren erlaubt eine effizientere Nutzung von Subnetzen mit dem Hintergrund, weniger Ressourcen zu „verschwenden“. Realisiert wird dies durch die Zuweisung von individuellen Teilnetzmasken an die vorher erstellten Teilnetze (Subnet). Durch mehrfache, verschachtelte Teilung des Adressbereiches entsteht ein verschachteltes System von Adressblöcken, die jeweils eine minimale Größe haben. Diese reicht aus, um die jeweilig zugeordneten Subnetze mit ausreichend vielen IP-Adressen versorgen zu können. Die Vorteile sind eine effektivere Nutzung von Adressbereichen, die Verkleinerung der Routing-Tabellen durch Aggregierung von Routen und eine erhöhte Anzahl möglicher Subnetze.

## Beispiel
Aus dem Adressblock 10.1.0.0/16 wird für die Adressierung von Punkt-zu-Punkt-Netzen ein Subnetz 10.1.1.0/24 reserviert. Aus diesem wird dann für das erste Punkt-zu-Punkt-Netz das Subnetz 10.1.1.0/30, das zweite 10.1.1.4/30 etc. entnommen.